# Thera fedtschenkoi
Thera fedtschenkoi är en fjärilsart som beskrevs av Nicolas Grigorevich Erschoff 1874. Thera fedtschenkoi ingår i släktet Thera och familjen mätare. Inga underarter finns listade i Catalogue of Life.